# Lars Germundsson
Lars Germundsson, även kallad Laurentius Gurmundi, var en senmedeltida träskulptör verksam i Enköping i slutet av 1400-talet och i början av 1500-talet.
Lars Germundsson har bland annat tillverkat altarskåpet i Lena kyrka i Uppland och troligen även skåpet i Björklinge kyrka. Skåpet i Lena kyrka är signerat 1491. I skåpets mittparti sitter Anna självtredje omgiven av änglar. Under henne ses en bild av Kristus mellan två profeter. Centralpartiet omges av fyra sittande figurer, överst på vardera sidan Birgitta och Johannes döparen, nederst Sankt Erik och Sankt Olof. Skulpturerna är utförda med en säkerhet och elegans som inte var vanlig hos den tidens inhemska mästare. Troligen har Lars Germundsson kommit i kontakt med europeiska stiltendenser och även lånat stildrag från Håtunamästaren.